# Comuna Hreceanivka, Hadeaci
Hreceanivka (în ucraineană Гречанівка) este o comună în raionul Hadeaci, regiunea Poltava, Ucraina, formată din satele Hreceanivka (reședința), Mîkolaiivka, Trîhubșciîna și Zelena Balka.

## Demografie
Componența lingvistică a comunei Hreceanivka
     Ucraineană (97,89%)
     Rusă (2,11%)
Conform recensământului din 2001, majoritatea populației comunei Hreceanivka era vorbitoare de ucraineană (97,89%), existând în minoritate și vorbitori de rusă (2,11%).